# Ideopsis hollandia
Ideopsis hollandia är en fjärilsart som beskrevs av Talbot 1943. Ideopsis hollandia ingår i släktet Ideopsis och familjen praktfjärilar. Inga underarter finns listade i Catalogue of Life.